# Ed Moses
Ed Moses (Loma Linda, 7 giugno 1980) è un nuotatore statunitense.
Specializzato nella rana ha vinto una medaglia d'oro e una d'argento ai Giochi olimpici di Sydney 2000.
Nel 2016 ha partecipato al Ultimate Beastmasters classificandosi secondo nella seconda serata della competizione, non riuscendo però ad approdare in finale.

## Palmarès
- Olimpiadi

Sydney 2000: oro nella 4x100m misti e argento nei 100m rana.
- Mondiali

Fukuoka 2001: bronzo nei 100m rana.
Barcellona 2003: oro nella 4x100m misti.
- Giochi panamericani

Winnipeg 1999: oro nei 100m rana e argento nella 4x100m sl.
- Vincitore della Coppa del Mondo nel 2002 e nel 2004